# أبييي إم. غانيت
أبييي إم. غانيت (بالإنجليزية: Abbie M. Gannett)‏ (8 يوليو 1845، نورث بروكفيلد في الولايات المتحدة - 22 مارس 1895)؛ كاتِبة وشاعرة أمريكية.